# セルジ・グアルディオラ
セルヒオ・グアルディオラ・ナバーロ（Sergio Guardiola Navarro、1991年5月29日 - ）は、スペイン・バレアレス諸島州マヨルカ島マナコル出身のサッカー選手。カディスCF所属。ポジションはFW。

## 来歴
2009年にロルカ・デポルティーバCFのカンテラに入団。以降、数々の下部リーグのチームを渡り歩く。2013年1月にヘタフェCFに移籍し、Bチームに登録されたものの、トップチーム昇格には至らなかった。
2015年12月、FCバルセロナへの移籍が決定し、傘下のFCバルセロナBに配属される予定だったが、諸事情により解雇され、翌月にグラナダCFと契約。2015-16シーズンの残りをBチームでプレー。翌2016-17シーズンはアデレード・ユナイテッドFCとレアル・ムルシアでローン移籍でプレーした。
2017年7月2日、コルドバCFと2年契約を締結。12月20日のCFレウス・デポルティウ戦でハットトリックを達成。2018年3月には4年間の延長契約には合意。2017-18シーズンはセグンダ・ディビシオンで40試合22得点を記録した。
2018年6月22日、ヘタフェCFへのローン移籍が発表。しかし、ホセ・ボルダラスのプレースタイルに噛み合わず、3試合に出場に止まり、2019年1月にコルドバCFにローンバックとなった。
2019年1月25日、レアル・バリャドリードと2023年までの契約を締結。3月17日のSDエイバル戦で、試合終了間際にラ・リーガ初ゴールを決め、その直後にダニエレ・ヴェルデのPKも決まり、2-1の大逆転勝利に貢献した。
2021年8月31日、ラージョ・バジェカーノに1シーズンの契約でレンタル移籍をした。

## バルサとの契約を取り消された訳
2015年12月、FCバルセロナへの加入が決まり、傘下のFCバルセロナBに登録される予定だったが、とある理由で無効にされた。同月28日にバルサと契約し、2016年1月からBチームでのプレーが決まっていたグアルディオラだったが、数年前にSNSでバルサとカタルーニャ州を侮辱する書き込みをしていたことが発覚。更にレアル・マドリードのファンであるという書き込みもしていた事も同時に発覚した。それが原因で、グアルディオラはバルサとの契約した数時間後に解雇されることになった。グアルディオラはすぐに謝罪し、「友人が2013年に書き込んだもの」などと弁明したものの、手遅れであった。2019年にレアル・バリャドリードに加入した2月17日のカンプ・ノウでのバルサ戦では、バルサファンから大ブーイングを浴びせられた。